# سیارک ۴۴۶۷
سیارک ۴۴۶۷ (به انگلیسی: 4467 Kaidanovskij، نامگذاری:1975VN2) چهار هزار و چهارصد و شصت و هفتمین سیارک کشف شده‌است که در ۲ نوامبر ۱۹۷۵ کشف شد.
قدر مطلق سیارک برابر ۱۱٫۷۰ است.